# Dikta
Dikta ist eine 1999 gegründete isländische Indie-Rock-Band aus Garðabær.

## Geschichte
Die Band besteht in ihrer jetzigen Formation seit 1999 – alle Bandmitglieder sind seit ihrer Kindheit befreundet. Im Jahr 2000 erreichten sie beim isländischen Bandwettbewerb Músíktilraunir das Finale. In den letzten Jahren hatte die Band Auftritte bei Festivals wie In The City in Manchester, dem SPOT-festival in Dänemark und dem populären isländischen Musikfestival Iceland Airwaves, welches ihnen eine Erwähnung im Rolling Stone Magazine einbrachte.
Diktas erstes Album Andartak, welches die Band noch komplett auf Isländisch aufnahm, wurde Ende 2002 veröffentlicht und von der Band in Island unter dem eigenen Label Mistak Records herausgebracht. Eine der Singleauskopplungen erreichte Platz eins der isländischen Charts. Alle drei Singleauskopplungen erreichten ein hohes Airplay bei Island größtem Rock-Radiosender X-ið 977.
Dikta veröffentlichten ihr zweites Album Hunting for Happiness im Jahr 2005 in Island. Es wurde produziert von Ace (Skunk Anansie) und veröffentlicht auf Bad Taste. Für das Album-Artwork zeichnete Gabríela Friðriksdóttir verantwortlich, die auch schon für Björk arbeitete. Es war das erste Album mit komplett englischen Texten und wurde auch in Dänemark (2006) und Großbritannien (2007) veröffentlicht.
Im Jahr 2009 brachte die Band ihr drittes Werk unter dem Namen Get It Together heraus. Der internationale Release war am 25. März 2011. Die Platte war in Island erfolgreich und brachte den Gewinn des Titels "Most popular band" beim Icelandic Music Award am 13. März 2010.
Im Jahr 2012 beteiligte sich die Band an einem Projekt, das im Zusammenhang mit der Erarbeitung der neuen Verfassung Islands steht.
Obwohl sie in ihrer Heimat sehr beliebt sind, gehen die Bandmitglieder Vollzeitbeschäftigungen nach.

## Diskografie
- Andartak (Mistak Records, 2002)
- Hunting for Happiness (Smekkleysa, 2005)
- Get It Together (Kölski, 2009)
- Trust Me (Kölski, 2011)
- Easy Street (2015)